# NGC 2883
NGC 2883 (również PGC 26713) – galaktyka nieregularna (IBm), znajdująca się w gwiazdozbiorze Kompasu. Odkrył ją John Herschel 7 kwietnia 1837 roku.